# فلیکس گارسیا کاساس
فلیکس گارسیا کاساس (اسپانیایی: Félix García Casas‎؛ زادهٔ ۲۹ دسامبر ۱۹۶۸ ‏(۵۶ سال)) دوچرخه‌سوار اهل اسپانیا است. وی در مسابقات تور دو فرانس و جیرو دیتالیا شرکت کرده است.